# Magda (motor)
Magda is een historisch Frans bedrijf dat van 1933 tot 1936 lichte motorfietsen van 98- en 123 cc maakte.